# Автошлях E312
Автошлях E311 — автомобільний європейський автомобільний маршрут категорії Б, що проходить по території Нідерландів і з'єднує міста Бреда й Утрехт.

## Маршрут
Весь шлях проходить через такі міста:
- :
  - Флиссинген
  -  E19,  E311 Бреда
  -  E25,  E34 Ейндховен